# Gustav Suits
Gustav Suits (Võnnu, provincie Tartumaa, 30 november 1883 – Stockholm, 23 mei 1956) was een Estisch dichter en literatuurwetenschapper en een van de vroege leiders van de Noor-Eesti-beweging. Hij wordt gerekend tot de symbolistische dichters.

## Levensloop
Gustav Suits werd geboren als zoon van een leraar. Al vroeg verloor hij zijn vader en groeide op met zijn moeder, zus en zwager. Zijn scholingsweg begon hij aan de plaatselijke dorpsschool waarna hij verder studeerde aan het Aleksandergymnasium in Tartu. De zomers van 1901-1904 bracht hij door in Finland en gaf daar bijles in Frans en Duits. Daar leerde hij onder andere de Finse schrijver Juhani Aho en dichter Eino Leino kennen. In 1905 studeerde hij kort taalwetenschap aan de universiteit van Tartu maar vervolgde zijn studies aan de universiteit van Helsinki, waar hij moderne Europese literatuur en esthetica, Finse taal en literatuur en folklore als vakken koos. In 1911 trouwde Suits met een Finse medestudente, Aino Thauvón. Van 1911 tot 1913 werkte hij bij de universiteitsbibliotheek van Helsinki en daarna tot 1917 als leraar Fins aan het Russische gymnasium van Helsinki. Van 1917-1919 was hij actief bij de Estische Sociaal-Revolutionaire Partij. Van 1921 tot 1944 was hij docent Estische en algemene literatuurgeschiedenis (vanaf 1931 hoogleraar) aan de universiteit van Tartu. Vanaf 1935 was hij eredoctor aan de universiteit van Uppsala. In 1944 vluchtte hij via Finland naar Zweden waar hij bij de bibliotheek van het Nobelinstituut werkte. Op 12 januari 1953 werd hij in ballingschap benoemd tot minister van onderwijs, maar ging daar niet op in. Na een lang ziekbed stierf Suits in 1956 en werd begraven op het Skogskyrkogården in Stockholm.

## Literaire carrière
Zijn eerste gedicht Vesiroosid (Waterlelies) verscheen in 1899 in het tijdschrift Uus Aeg (nieuwe tijd). Kort daarna richtte hij de literatuurkring Kirjanduse sõbrad (Literaruurvrienden) op, waarvan ook Anton Hansen Tammsaare lid was. Hij was tevens redacteur van hun periodieken Kiired I-III. Later was hij een geestelijk leider van Noor-Eesti en de redacteur van hun almanakken (I-V, 1905-1915 en tijdschrift (1910/1911)). Uit het voorwoord van die almanakken stamt ook zijn bekende oproep "Laten we Esten zijn, maar ook Europeanen worden!" In 1924 richtte hij het Akadeemiline Kirjandusühing (Academische Literatuurvereniging) op, waarvan hij tot 1941 voorzitter bleef.
Zijn debuutbundel Elu tuli (Levensvuur) uit 1905 illustreert op een bevlogen, idealistische wijze de geest van de revolutie aan het begin van de vorige eeuw. In “Tuulemaa” (Land van de wind) 1913 beschrijft Suits de teleurstelling die erop volgde. De bundel Kõik on kokku unenägu (Alles is slechts een droom) draait om de vragen rond de Eerste Wereldoorlog en de revolutie van 1917. De latere gedichten van de schrijver verschenen in Tuli ja tuul (Vuur en wind) van 1950.
Suits stijl was naar Estische begrippen vernieuwend en levendig. Zijn vroege gedichten doen denken aan Eino Leino, maar later haalde hij zijn inspiratie vooral uit Europa. Suits verkoos, net als vele andere leden van Noor-Eesti, vorm boven inhoud en zijn gedichten zijn dan ook doordacht en gestileerd.
Naast poëzie schreef Suits ook essays, wetenschappelijke artikelen en bijdrages voor de nationalistische pers.